# Кобал, Василий Тимофеевич
Василий Тимофеевич Кобал (1918 год — дата смерти неизвестна) — линотипист Киевского полиграфического комбината. Герой Социалистического Труда (1971).
Родился в селе Калиновка ныне Житомирской области.
Участник Великой Отечественной войны, старший линотипист типогрфаии газеты «Боевая вахта» Тихоокеанского флота.
Достиг выдающихся трудовых показателей. Досрочно выполнил личные социалистические обязательства и плановые задания Восьмой пятилетки (1966—1970). 23 июня 1971 года Указом Президиума Верховного Совета СССР удостоен звания Героя Социалистического Труда «за выдающиеся успехи, достигнутые в выполнении заданий пятилетнего плана по развитию полиграфической промышленности» с вручением ордена Ленина и золотой медали Серп и Молот.